# Tokoloshe
De Tokoloshe, Tikoloshe of Hili is een figuur uit de Afrikaanse folklore, meer bepaald de Zoeloecultuur. Het is een mythische demon die een kruising is tussen een watergeest, klopgeest, gremlin, dwerg of zombie. Hij kan onzichtbaar worden door een kiezelsteen in te slikken. 

## Omschrijving
Tokoloshes komen reeds eeuwen voor in Afrikaanse mythologie. De wezens zouden ontstaan uit de lichamen van overleden sjamanen, indien ze door iemand zijn beledigd. Alhoewel ze niet veel groter dan een kind zijn, kunnen ze onvoorstelbare verwoestingen aanrichten. Enkel de persoon die vervloekt is zal in staat zijn de tokoloshe te zien. Tokoloshes kunnen ook op pad zijn en hierbij kwade dingen doen, vooral tegenover schoolkinderen. Het wezen kruipt 's nachts onder bedden om de tenen van nietsvermoedende slapers af te bijten en blijkt ook een berucht verkrachter te zijn. Zijn enige motivatie is plezier en bijgelovige Afrikanen leggen de schuld voor elke tegenslag, ongeluk en andere negatieve gebeurtenissen dan ook bij de Tokoloshe. Dit verklaart ook waarom het wezen soms wordt aangeroepen om een vloek uit te roepen over andere mensen. 
Het wezen wordt omschreven als een korte, lelijke demon met een gat in zijn schedel, uitgeholde ogen, bierbuik, lange armen waarvan de knuisten op de grond slepen als hij wandelt en een penis die zo lang is dat hij hem om zijn schouder moet dragen. Tokoloshes zouden geen duimen hebben, wat ook verklaart waarom sommige Afrikanen bij het handen schudden altijd nakijken of de persoon die ze ontmoeten wel duimen heeft. Volgens een traditioneel geloof zou degene die ooit een Tokoloshe kan vangen levenslang geluk, rijkdom en vreugde kennen.

## Geloof
In grote delen van Zuidelijk Afrika zijn bepaalde Afrikanen nog zo bang voor de Tokoloshe dat ze hun bedden verhogen opdat het wezen hen niet kan aanvallen als hij onder hun bed zou schuilen.